# Тёни, Густав
Густав Тёни (итал. Gustavo Thoeni, нем. Gustav Thöni; род. 28 февраля 1951, Стельвио, Трентино-Альто-Адидже) — итальянский горнолыжник, олимпийский чемпион 1972 года, многократный чемпион мира. Четырёхкратный обладатель Кубка мира в общем зачёте. Дважды был знаменосцем сборной Италии на церемонии открытия Олимпийских игр.
Брат горнолыжника Роланда Тёни.

## Карьера
Густав Тёни родился в северной Италии в коммуне Стельвио. С раннего возраста занимался различными лыжными видами.
В Кубке мира дебютировал 11 декабря 1969 года в Валь-д’Изере и сразу же выиграл свою первую гонку (гигантский слалом). В этой дисциплине девятнадцатилетний итальянец доминировал на протяжении всего сезона, что позволило ему завоевать малый хрустальный глобус в зачёте гигантского слалома и стать третьим в общем зачёте. На первом в карьере чемпионате мира, который проходил в Валь-Гардене итальянец сошёл в гигантском слаломе, а в слаломе ему немного не хватило до медали и он стал четвёртым.
В сезоне 1970/71 двадцатилетний итальянец не только защитил титул лучшего в гигантском слаломе, но также стал вторым в зачёте специального слалома, что позволило ему выиграть общий зачёт кубка мира.
Через год Тёни вновь выиграл общий зачёт и зачёт слалома, а также дебютировал на Олимпиаде. В гигантском слаломе он завоевал золотую медаль, стал вторым в слаломе. Согласно правилам ФИС эти медали также учитывались как медали чемпионата мира. Также Густав получил золотую медаль по результатам неолимпийской комбинации, которая представляла собой не отдельную гонку, а сумму достижений в остальных трёх видах.
По результатам постолимпийского сезона Тёни третий раз подряд выиграл большой хрустальный глобус. В 1974 году он выиграл на чемпионате мира в Санкт-Морице обе технические дисциплины. В сезоне 1974/75 годов итальянец в четвёртый и последний раз выиграл Кубок мира в общем зачёте.
Во время открытия Олимпиады 1976 года Густав Тёни нёс флаг Италии на церемонии открытия, а также завоевал серебро в слаломе, а в гигантском слаломе занял четвёртое место, проиграв в борьбе за бронзу менее 0,3 с Ингемару Стенмарку. Зато в очередной раз итальянец стал чемпионом в зачёте комбинации.
В январе 1977 года Тёни одержал последнюю победу в карьере, став лучшим в рамках комбинации в Венгене. В 1980 году второй раз был знаменосцем итальянской команды на открытии Игр, но за высокие места уже не боролся, выступал только в слаломе, где занял восьмое место. После Олимпиады завершил активную карьеру.
После завершении карьеры перешёл на тренерскую работу, являлся личным тренером легендарного Альберто Томбы, потом был главным тренером всей итальянской сборной. В настоящее время Густав Тёни управляет семейным отелем в родном городе.

## Победы на этапах Кубка мира
| Сезон   | Дата            | Место проведения    | Дисциплина          |
| ------- | --------------- | ------------------- | ------------------- |
| 1969/70 | 11 декабря 1969 | Валь-д’Изер         | Гигантский слалом   |
| 1969/70 | 4 января 1970   | Бад-Хинделанг       | Слалом              |
| 1969/70 | 29 января 1970  | Мадонна-ди-Кампильо | Гигантский слалом   |
| 1969/70 | 30 января 1970  | Мадонна-ди-Кампильо | Гигантский слалом   |
| 1970/71 | 10 января 1971  | Мадонна-ди-Кампильо | Слалом              |
| 1970/71 | 21 февраля 1971 | Сугарлоф            | Гигантский слалом   |
| 1970/71 | 25 февраля 1971 | Хэвенли             | Слалом              |
| 1970/71 | 27 февраля 1971 | Хэвенли             | Гигантский слалом   |
| 1971/72 | 2 марта 1972    | Хэвенли             | Гигантский слалом   |
| 1972/73 | 15 января 1973  | Адельбоден          | Гигантский слалом   |
| 1972/73 | 4 февраля 1973  | Санкт-Антон         | Слалом              |
| 1972/73 | 4 марта 1973    | Гора Святой Анны    | Слалом              |
| 1973/74 | 20 января 1974  | Адельбоден          | Гигантский слалом   |
| 1973/74 | 2 марта 1974    | Восс                | Гигантский слалом   |
| 1973/74 | 10 марта 1974   | Високе-Татри        | Слалом              |
| 1974/75 | 12 января 1975  | Венген              | Комбинация          |
| 1974/75 | 19 января 1975  | Кицбюэль            | Комбинация          |
| 1974/75 | 30 января 1975  | Шамони              | Слалом              |
| 1974/75 | 1 февраля 1975  | Межев               | Комбинация          |
| 1974/75 | 15 марта 1975   | Сан-Валли           | Слалом              |
| 1974/75 | 23 марта 1975   | Валь-Гардена        | Параллельный слалом |
| 1975/76 | 5 декабря 1975  | Валь-д’Изер         | Гигантский слалом   |
| 1975/76 | 12 января 1976  | Адельбоден          | Гигантский слалом   |
| 1976/77 | 16 января 1977  | Венген              | Комбинация          |

## Выступления в Кубке мира
| Сезон   | Общий зачёт | Слалом | Гигантский слалом | Скоростной спуск |
| ------- | ----------- | ------ | ----------------- | ---------------- |
| 1969/70 | 3           | 4      | 1                 | —                |
| 1970/71 | 1           | 2      | 1                 | 13               |
| 1971/72 | 1           | 4      | 1                 | 17               |
| 1972/73 | 1           | 1      | 4                 | —                |
| 1973/74 | 2           | 1      | 3                 | —                |
| 1974/75 | 1           | 2      | 4                 | 9                |
| 1975/76 | 3           | 3      | 2                 | —                |
| 1976/77 | 6           | 5      | 10                | —                |
| 1977/78 | 26          | 22     | 10                | 23               |
| 1978/79 | 9           | 9      | 20                | —                |
| 1979/80 | 51          | 18     | —                 | —                |

## Выступления на Олимпийских играх
| Игры             | Слалом | Гигантский слалом | Скоростной спуск |
| ---------------- | ------ | ----------------- | ---------------- |
| 1972 Саппоро     | 2      | 1                 | 13               |
| 1976 Инсбрук     | 2      | 4                 | 26               |
| 1980 Лейк-Плэсид | 8      | —                 | —                |